# E57 (trasa europejska)
```

```

E57 – trasa europejska pośrednia północ-południe, biegnąca przez wschodnią Austrię i północną Słowenię.
E57 zaczyna się na skrzyżowaniu austriackich autostrad A1 i A9 koło Sattledt (węzeł Voralpenkreuz), gdzie kończy się trasa europejska E56. W Austrii biegnie szlakiem autostrady A9 przez Liezen i Graz do przejścia granicznego Spielfeld - Šentilj. Na terenie Słowenii E57 biegnie szlakiem autostrady A1 przez Maribor i Celje do Lublany, gdzie łączy się z trasami europejskimi E61 i E70. Na odcinku Graz - Maribor biegnie razem z trasą E59.
Ogólna długość trasy E57 wynosi około 411 km, z tego 264 km w Austrii, 147 km w Słowenii.

## Stary system numeracji
Do 1985 obowiązywał poprzedni system numeracji, według którego oznaczenie E57 dotyczyło trasy: Neapol – Arienzo. Arteria E57 była wtedy zaliczana do kategorii „B”, w której znajdowały się trasy europejskie będące odgałęzieniami oraz łącznikami.

### Drogi w ciągu dawnej E57
Lista dróg opracowana na podstawie materiału źródłowego
| Włochy | droga E57: Napoli – droga nr 7 |